# Un Instante De Magia (álbum de Bravo)
Un Instante De Magia es el nombre del quinto álbum de estudio del grupo Bravo(1989). Tras el fracaso anterior, retornarían a la productora Radio K.O. de BMG, intentando volver a conseguir aquel éxito que supieron tener años anteriores, pero ya no era lo mismo desde que "Cae" Elías abandonara la banda. Con este álbum tendrían aún menos éxito que con el anterior, además la relación entre los miembros del grupo no iban bien, sumado a la simplicidad de las canciones, tanto así que en un recital dado para el canal Canal CM, el propio "Moni" López, manifestó en una de las canciones "No importa en verdad quien cante ¿No?(Sic)". Acto seguido cantaría "Desierto sin amor" —balada que catapulto al grupo original— pero no pudo recordar la letra en vivo, dejando en evidencia la decadencia del grupo y todo aquello que alguna vez los llevó a los primeros charts Argentinos.

## Lista de canciones
| Un instante de magia |                              |                                              |          |  |
| N.º                  | Título                       | Escritor(es)                                 | Duración |  |
| 1.                   | «Por la ruta del olvido»     | M. López, E. DeRoss, A. Einstein, D. Poletti | 4:13     |  |
| 2.                   | «Gabriela»                   | M. López, E. DeRoss, A. Einstein, D. Poletti | 4:54     |  |
| 3.                   | «Gira y da vueltas»          | M. López, E. DeRoss, A. Einstein, D. Poletti | 4:32     |  |
| 4.                   | «Hasta el fin de mis días»   | M. López, E. DeRoss, A. Einstein, D. Poletti | 3:52     |  |
| 5.                   | «Sin solución»               | M. López, E. DeRoss, A. Einstein, D. Poletti | 4:55     |  |
| 6.                   | «Te seguiré»                 | M. López, E. DeRoss, A. Einstein, D. Poletti | 4:39     |  |
| 7.                   | «Llevo tu nombre en mi piel» | M. López, E. DeRoss, A. Einstein, D. Poletti | 4:30     |  |
| 8.                   | «Imaginario»                 | M. López, E. DeRoss, A. Einstein, D. Poletti | 2:32     |  |
| 9.                   | «Perdiendo la razón»         | M. López, E. DeRoss, A. Einstein, D. Poletti | 4:14     |  |
| 10.                  | «Hello!»                     | Lionel Richie                                | 4:26     |  |
| 11.                  | «Fiesta»                     | M. López, E. DeRoss, A. Einstein, D. Poletti | 3:35     |  |
| 12.                  | «No te olvidaré»             | M. López, E. DeRoss, A. Einstein, D. Poletti | 5:07     |  |
| 13.                  | «Quisiera estar junto a ti»  | M. López, E. DeRoss, A. Einstein, D. Poletti | 3:32     |  |
| 55:07                |                              |                                              |          |  |

## Sencillos
- 1996 - "Por La Ruta Del Olvido"
- 1996 - "Fiesta"
- 1996 - "Hello!"